# Dumbletoniella pittospori
Dumbletoniella pittospori is een halfvleugelig insect uit de familie witte vliegen (Aleyrodidae), onderfamilie Aleyrodinae.
De wetenschappelijke naam van deze soort is voor het eerst geldig gepubliceerd door Martin & Carver in Martin in 1999.